# هنري إل. نورتن
هنري إل. نورتن (بالإنجليزية: Henry L. Norton)‏ هو نحات أمريكي، ولد في 1873 في نورث كانان في الولايات المتحدة، وتوفي في 1932.